# AC Bellinzona
AC Bellinzona, grundad 1 juli 1904, är en fotbollsklubb i Bellinzona i Schweiz.
Klubben korades till ligamästare för första och hittills enda gången säsongen 1947/1948.

## Kända spelare
- Mika Aaltonen (1988)
- Amauri (2000-2001)
- Igor Budan (2001)
- Horst Buhtz (1958-1960)
- Mark Edusei (2000-2001, 2010-2011)
- Wilfried Hannes (1988)
- Mauro Lustrinelli (1994-2001, 2008-2010)
- Matuzalem (1999)
- Cyrille Pouget (2001)
- Gerardo Seoane (1999-2000)
- Kubilay Türkyilmaz (1986-1989, 2000)
- Olaf Janssen (2000)
- Hakan Yakın (2012-2013)